# ویتستسه
ویتستسه (به آلمانی: Witzeeze) یک شهر در آلمان است که در هرتسوگتوم لاونبورگ واقع شده‌است.
 ویتستسه  ۹۳۰ نفر جمعیت دارد.